# Cord Vegesack
Cord Vegesack (* 14. September 1609 in Reval; † 16. Oktober 1697 in Hamburg) war ein deutscher Kaufmann, Oberalter und Ratsherr in Hamburg.

## Leben und Wirken
Vegesack wurde in Reval geboren und kam als Lakenhändler nach Hamburg. Hier wurde er am 16. August 1648 an die Viehaccise, am 5. Oktober 1651 an die Bieraccise, am 14. September 1653 an die Weinaccise, 1655 zum Fortifikationsbürger und Kriegskommissar, 1656 als kaufmännischer Richter an das Niedergericht, 1661 zum Juraten, 1664 zum Artilleriebürger und 1667 in die Kämmerei gewählt. Im Jahr 1669 wurde er der erste Provisor am Spinnhaus. Am 16. Februar 1674 wurde er für den verstorbenen Magnus Hornmann (1596–1674) zum Oberalten des Kirchspiels Sankt Nikolai gewählt.
Als Oberalter gehörte Vegesack zu den 26 Deputierten, die am 2. April 1674 den Windischgrätzer-Rezess abschlossen. Der kaiserliche Gesandte Graf Gottlieb von Windisch-Grätz kam am 19. Februar 1674 nach Hamburg. Er sollte die Streitigkeiten zwischen dem Rat und der Bürgerschaft schlichten. Unter Vermittlung des Grafen Windisch-Grätz schloss der Rat mit der Bürgerschaft einen Vergleich ab.
1676 wurde Vegesack zum Ratsherrn gewählt und 1692 als Colonellherr zum Chef der Bürgerwehr im Kirchspiel Sankt Michaelis.
Im Jahr 1694 stellte sich heraus, dass Marx Meyer die Hamburger Bank mit den bei ihr verpfändeten Juwelen betrogen hatte. Hierzu wurde eine Untersuchungskommission eingesetzt. Am 23. September 1697 beschloss die Bürgerschaft, Vegesack seines Amtes als Ratsherr zu entheben, da die beiden Pfänder, welche er eingesetzt hatte, Schaden angerichtet hätten. Hierauf legte Vegesack als Verteidigung seine „Kurtze einfältige jedennoch Warhaffte Nachricht, Von denen Zweyen Pfänden“ der Bürgerschaft gedruckt vor. Die beiden Pfänder erklärten sich bereit, den durch sie verursachten Schaden der Bank zu ersetzen, worauf Vegesack trotzdem eine Strafe an die Kämmerei zahlen sollte. Da Vegesack jedoch noch im selben Jahr starb, wurden seine Erben dazu gezwungen, diese Strafe zu begleichen. Erst eine kaiserliche Kommission klärte den Sachverhalt und ließ die zu Unrecht gezahlte Strafe den Erben wieder ersetzen.

## Familie
Vegesacks Vater war der Ratsherr in Reval Gotthard Vegesack. Der Bürgermeister und Burggraf in Riga Gotthard Vegesack (1608–1687) war sein Bruder.
Vegesack heiratete am 24. November 1635 Anna Maria Koep († 1648). Aus dieser Ehe stammen der Oberalte Guilliam Vegesack († 1697) und die Tochter Antoinette Vegesack († 1695), die den Kaufmann Libert Widow († 1702) heiratete und Mutter des Bürgermeisters Conrad Widow (1686–1754) war. In zweiter Ehe heiratete Vegesack am 23. August 1652 Anna Bostelmann († 1658), Witwe von Gilbert de Vos.

## Werke (Auswahl)
- Kurtze einfältige jedennoch Warhaffte Nachricht, Von denen Zweyen Pfänden, Welche dem gemeinen Gerücht nach Von mir Cordt Vegesack Und Meinem Seel. Sohn Guilliam Vegesack sollen in Banco versetzet seyn. Hamburg 1697 (Digitalisat auf den Seiten der Staats- und Universitätsbibliothek Hamburg).
- An Ehrbaren Hoch-Edlen Hochweisen Rat wie auch der Löblichen Erbgesessenen Bürgerschaft gerichtete in jure et facto begründete Schutz- und Vertheidigungs-Schrift, sammt angehängter Rechtlicher Bitte. Hamburg 1697.